# August Müller (Marinebaurat)

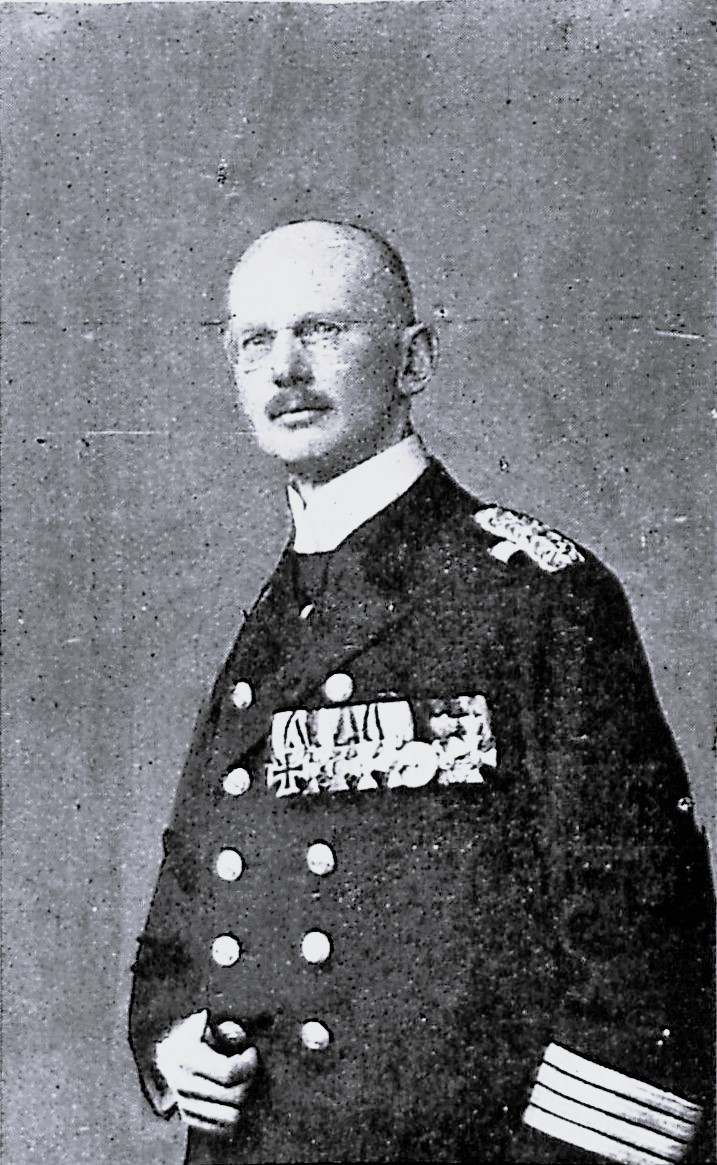
August Müller

Johann Friedrich August Müller (* 8. Mai 1867 in Lübeck; † 2. Dezember 1922 ebenda) war ein technischer Offizier der Kaiserlichen Marine und zuletzt Betriebsdirektor der Kaiserlichen Werft Kiel.

## Leben

### Herkunft

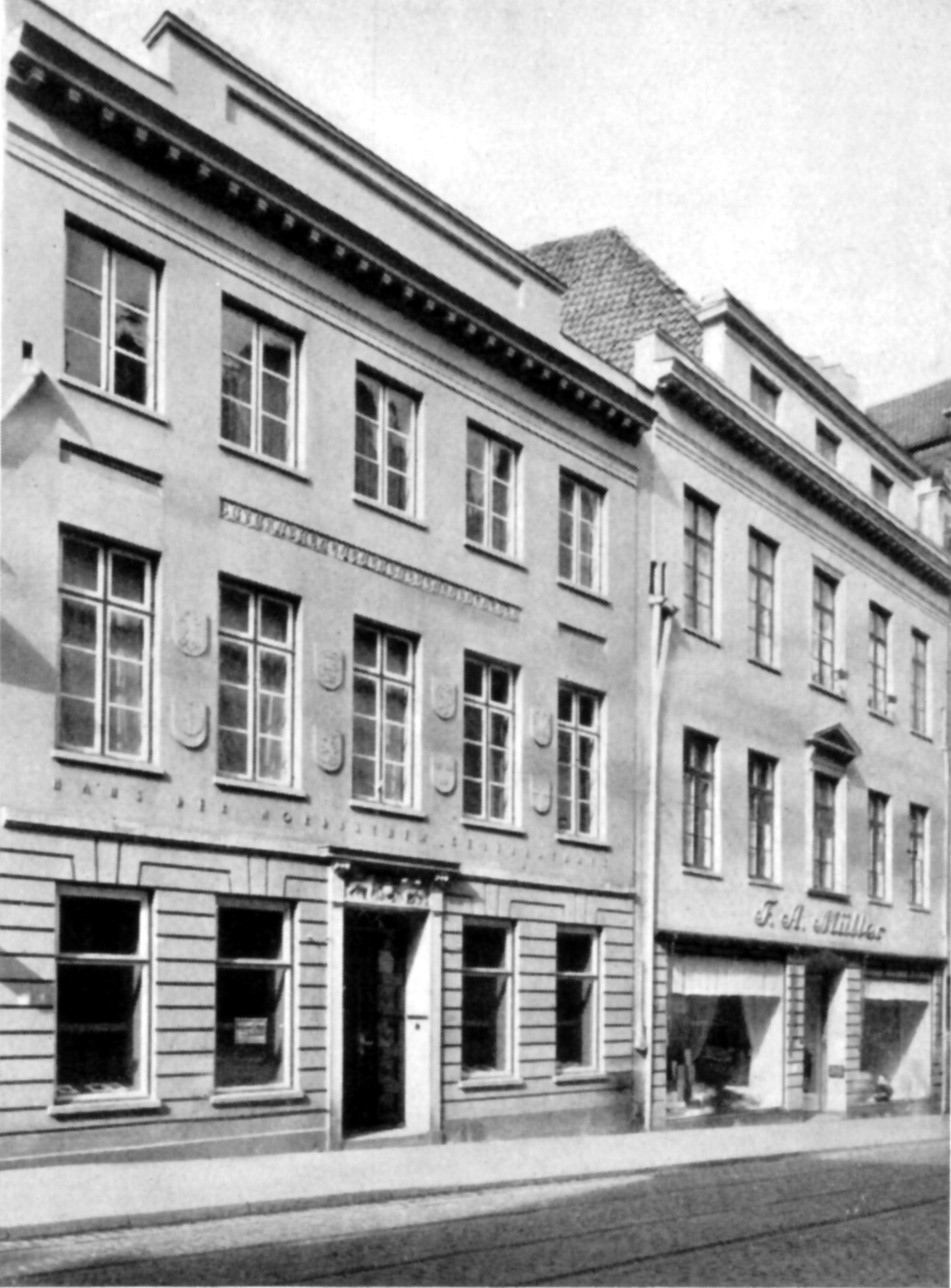
Nr. 50 und 48 um 1936

Müller entstammte einer alten lübeckischen Familie. Sein Vater, der Kaufmann Friedrich August Jacob Müller und dessen Ehefrau Pauline, einer geborenen Gossmann. war Eigentümer der renommierten Leinen- und Manufakturhandlung F. A. Müller. Diese befand sich in der Breite Straße MMQ 841, woraus später die Nr. 48 wurde.
Friedrich, sein Bruder, führte als Kaufmann das Geschäft weiter. Das Gebäude veränderte 1920 seine Fassade signifikant im Erdgeschoss. Zu dieser Zeit hatte es sich zu einem Geschäft für Leinen, Wäsche, Betten, Braut- und Kinderausstattung weiterentwickelt. Nach dessen Tode führten es seine Frau und Tochter fort. Nachdem das Haus beim Luftangriff auf Lübeck am 29. März 1942 vernichtet wurde, eröffnete das Geschäft in der Großen Burgstraße 18.

### Laufbahn
Nach dem Besuch des Realgymnasium-Zweigs des Katharineums verließ es Müller Ostern 1886 mit dem Reifezeugnis und studierte an der Technischen Hochschule in Charlottenburg und ging dann mit seinem bestandenen Bauführerexamen im Schiffbau in die Marinelaufbahn über.
Im Mai 1895 wurde Müller zum Marine-Baumeister ernannt und war zunächst Betriebsdirigent auf der Kaiserlichen Werft in Kiel. Von 1899 bis 1906 wurde er zur Baubeaufsichtigung der Linienschiffe Kaiser Wilhelm der Große, Zähringen, Braunschweig, Hessen, Deutschland und Schleswig-Holstein an die Friedrich Krupp Germaniawerft in Kiel kommandiert. 1904 wurde ihm vom Kaiser persönlich in Kiel der Rote Adlerorden IV. Klasse überreicht.
Anschließend war Müller bis 1909 auf der Kaiserlichen Werft in Kiel beim Umbau des Linienschiffes Kaiser Barbarossa und nach seiner Ernennung zum Marine-Baurat zum stellvertretenden Betriebsdirektor der allgemeinen wissenschaftlichen Abteilung des Schiffbauressorts tätig. Zusätzlich ist er von 1899 bis 1908 als Dozent für Schiffbau an der Marineakademie tätig gewesen. Die Ernennung zum Marine-Oberbaurat erfolgte zum 29. April 1913.
Als Dezernent für die Bauausführung zu dem Linienschiff-Konstruktionsdepartement (K Id) des Reichsmarineamts wurde Müller von 1909 bis 1914 nach Berlin kommandiert. Er kümmerte sich hierbei um die Nassau-, Helgoland-, Kaiser-, König- und die Bayern-Klasse.
Am 1. April 1914 wurde Müller als Betriebsdirektor für die Schiffsneubauten und Probefahrtschiffe an die Kaiserliche Werft nach Kiel versetzt.
Auch im Deutschen Segelsport ist Müller eine hervorragende Wirksamkeit zu bescheinigen. So gehörte er 19 Jahre lang dem Vorstand des Kaiserlichen Yacht-Clubs an. Er ist auch auf dem Gebiet des Segelyachtbaus erfolgreich gewesen. Die wohlgelungene Neukonstruktion der Yacht „Meteor“, deren Eigentümer Kaiser Wilhelm II. war, brachte ihm den weitreichenden Ruf eines erfolgreichen Segelyacht-Konstrukteurs ein. Im Laufe der Jahre trug sie ihrem Besitzer mehrere Erfolge, auch in Wettkämpfen gegen ausländische Fahrzeuge, ein.
Der Preis für seine Tätigkeit war seine angegriffene Gesundheit. Mit Rücksicht auf diese schied er 1918 aus der Marine aus und siedelte 1919 in seine „geliebte“ Vaterstadt über. Dort lebte er und seine Familie zurückgezogen in der Falkenstraße 10. Es gelang seiner angegriffenen Gesundheit nicht mehr, sich zu erholen. Müller starb am Samstag vor dem 1. Advent 1922 und wurde am Vormittag des 7. Dezembers im Lübecker Krematorium auf dem Vorwerker Friedhof eingeäschert und im Familiengrab auf dem Burgtorfriedhof beigesetzt.

### Familie

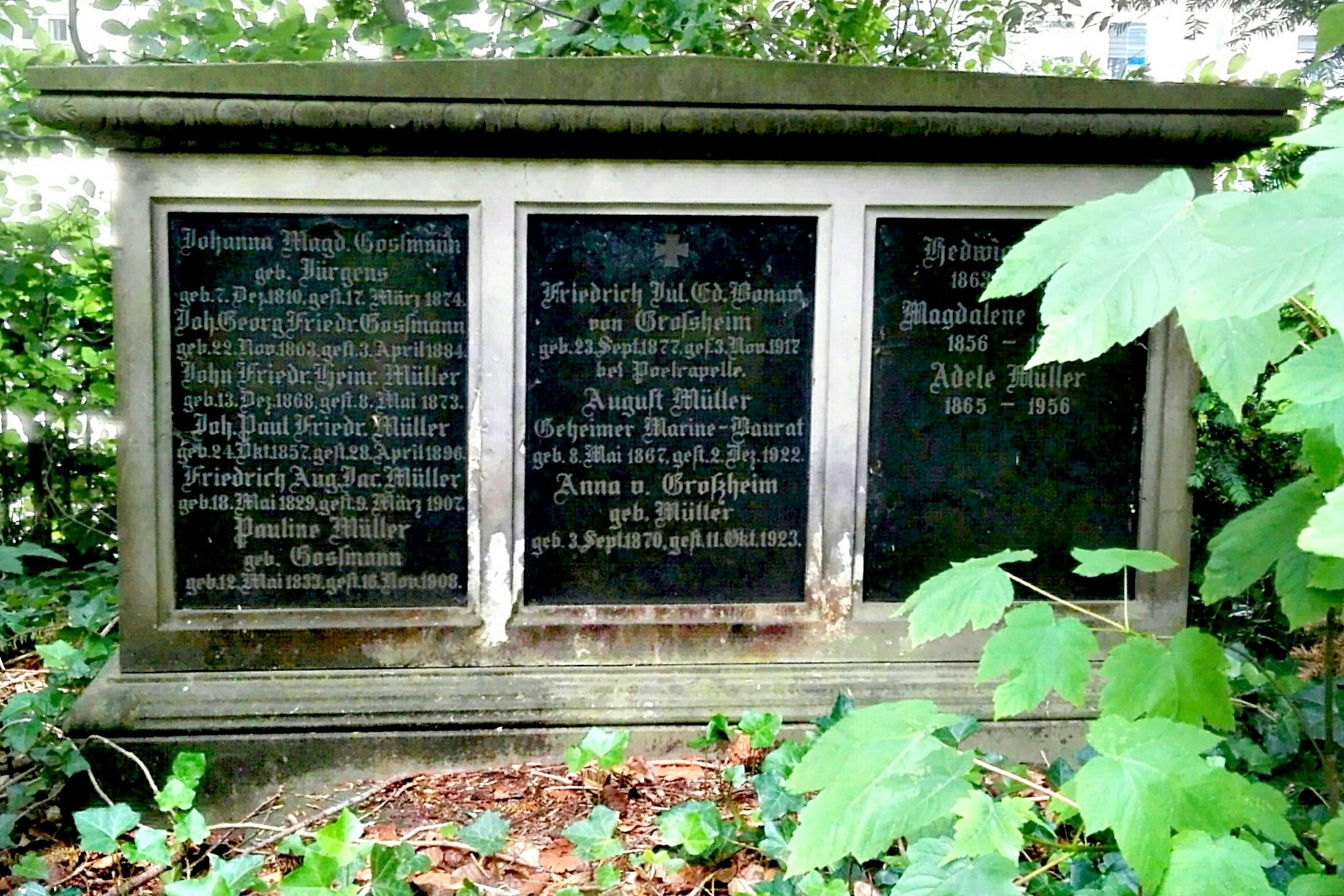
Müllersches Familiengrab

Müller hatte sich mit Hedwig, einer geborenen Telzner, aus Görkau in Böhmen verheiratet. Aus der Ehe ging ein Sohn hervor.

## Verweise